# Sport à Brest
La ville de Brest propose une offre variée avec plus de 124 disciplines sportives recensées sur le territoire réparties au sein de 225 associations.

## Équipements sportifs
De nombreux équipements sportifs sont à disposition du public, notamment :
- 1 patinoire
- 5 piscines couvertes
- 2 vélodromes
- 1 piste de bi-cross
- 3 golfs (pays de Brest)
- 1 swing golf
- 5 centres équestres
- 76 courts de tennis
- 1 site naturel d’escalade
- 4 grands murs d’escalade
- 1 aéro-club
- 75 terrains de grands jeux (football et rugby)
- 90 aires de jeux couvertes, gymnases, salles spécialisées
- 9 stands de tir
- équipements pour skate-board dans plusieurs quartiers
- 45 000 licenciés tous sports confondus

La grande salle de spectacles de l'Arena, située sur la rive droite, peut accueillir des événements sportifs .
Il y a à Brest quatre centres nautiques, dont le centre nautique du Moulin-Blanc, ouvert toute l’année. Le port de plaisance de Brest, 1er port de plaisance de Bretagne comporte 1 460 places et 120 places visiteurs. Il comporte deux sites : le port du Moulin Blanc et le port du Château.

## Clubs sportifs

### Albatros de Brest
Le Brest Albatros Hockey est un club de hockey sur glace français évoluant en division 1 (2e échelon national). L'équipe porte le nom des Albatros de Brest.

### Association sportive brestoise
L'Association sportive brestoise est un club de football français. Le club évolue en championnat Division régionale honneur de Bretagne lors de la saison 2011-2012. Il joue au Stade Ménez Paul.

### Brest Bretagne Handball
Le club féminin Brest Bretagne Handball (BBH) joue actuellement en Division 1 et est entrainé par Pablo Morel puis Raphaëlle Tervel. Le BBH a remporté le championnat deux fois (en 2012 et 2021) et la Coupe de France trois fois (en 2016, 2018 et 2021). Le club est finaliste de la Ligue des champions en 2021. Le Brest Bretagne Handball est le club résident de la Brest Arena.

### Brest Bretagne Rugby
Brest Université Club est un club de rugby à XV qui évolue en championnat de Promotion d'Honneur.
En 2024, le Brest Université Club Rugby s'unit avec le Rugby Club des Féminines du Pays De Brest pour former un unique club le Brest Bretagne Rugby. L'équipe masculine évolue en Régionale 2 et l'équipe féminine en Fédérale 2.

### Brest triathlon
Le club de Triathlon de Brest a participé à la Coupe de France Triathlon et Duathlon en 2012. 
L'équipe féminine a participé à la Coupe de France des clubs en 2018.

### Brest Iroise Cyclisme 2000
Brest Iroise Cyclisme 2000 (BIC 2000) est un club de cyclisme

### Club Nautique Brestois
Les licenciés du Club Nautique Brestois (CNB) participent à des compétitions par tranches d'âges (11-14 ans et 15-25 ans) ainsi que des compétitions maîtres pour les plus de 25 ans. Au vu de leurs résultats certains nageurs des Sections Sportives Scolaires peuvent accéder au Pôle Espoir, structure fédérale de haut-niveau.

### Les crocodiles de l'Élorn
Les crocodiles de l'Élorn mettent en pratique la planche à voile

### Electrofoot brestois
En foot fauteuil, L'Electrofoot brestois évolue en championnat de France D1.

### Étendard de Brest
L'Étendard de Brest est un club professionnel de basket-ball. La saison 2004-2005, Yves-Marie Vérove (entraîneur depuis 10 ans au club)  gagne sa place pour une montée en Pro A.

### Gaelic Football Bro-Leon
Le Gaelic Football Bro-Leon (GFBL) est le club de football gaélique du Léon.
Basé aujourd'hui à Brest et participant au Championnat de Bretagne, il a pour objectif de développer ce sport dans l'ensemble du Léon.

### Stade brestois 29
Le Stade brestois 29 est un club de football, fondé en 1950 de la fusion de cinq patronages locaux, dont notamment l'Armoricaine de Brest.
Le club évolue en Ligue 1 et joue ses matchs au Stade Francis-Le Blé dont la capacité d'accueil est de 15 097 places.

### Stade Brestois Athlétisme
Le Stade Brestois Athlétisme est un club d'athlétisme qui évolue en Nationale 1C

### Tonnerre de Brest
Le Tonnerre de Brest est un club français de football américain qui évolue en ligue régionale.

## Événements sportifs

### Football
Le Challenge ou trophée des champions, épreuve qui oppose le champion de France au vainqueur de la Coupe de France, a eu lieu trois fois à Brest :
- Le Challenge des champions 1971 a été disputé le 20 août 1971 au stade Fancis Le blé (ex Stade de l'Armoricaine devant 5 023 spectateurs, le titre est partagé par l'Olympique de Marseille et le Stade rennais.
- Le Challenge des champions 1973 a été disputé le 21 août 1973 au Stade de l'Armoricaine devant 10 000 spectateurs, la rencontre est remportée par l'Olympique lyonnais contre le FC Nantes sur le score de 1-0, 1-0 à la mi-temps.
- Le Trophée des Champions 1995 a été disputé le 3 janvier 1995 au stade Francis Le Blé devant 12 000 spectateur. Le PSG et le FC Nantes ont fini ex aequo.

### Handball
Brest a accueilli du 1er au 5 décembre 2018, le tour préliminaire du Championnat d'Europe de handball féminin 2018, où la Norvège, la Roumanie, l'Allemagne et la Tchéquie se sont affrontées à la Brest Arena.

### Tennis
L'open de Brest Arena est un tournoi de tennis de type Challenger 125 qui s'est dans un premier temps déroulé de 1988 à 2002 avant d'être réactivé en octobre 2015.

### Cyclisme
- Paris-Brest-Paris, ou Paris-Brest et retour, est une course cycliste créée en 1891 par Pierre Giffard du Petit Journal. Cinq éditions ont lieu sur un rythme décennal jusqu'en 1931, puis deux autres en 1948 et 1951.

- Le Paris-Brest-Paris Audax est une randonnée cycliste de longue distance de 1200 km organisée selon la formule Audax tous les 5 ans (années en 1 et 6). L'idée en est due à André Griffe, déjà organisateur d'un Paris-Lyon Audax.

- Paris-Brest-Paris randonneur est une randonnée cyclotouriste de 1 200 kilomètres, de Saint-Quentin-en-Yvelines à Brest et retour, se tenant tous les quatre ans. Elle fait suite à l'abandon de l'organisation de la course cycliste Paris-Brest-Paris après 1951.  Depuis sa création en 1931, 26 513 randonneurs l'ont terminée.
- Brest a été la ville de départ du Tour de France cycliste en 1952, 1974, 2008 et 2021, et a été plusieurs fois étape du Tour de France.
- L'Essor Breton est une course cycliste amateur qui a été créée en 1958 et qui depuis 2013 a lieu tous les 2 ans. Elle est organisée durant 4 jours (1re semaine de mai) et accueille entre 16 et 18 équipes et attire plus de 10 000 spectateurs[6].

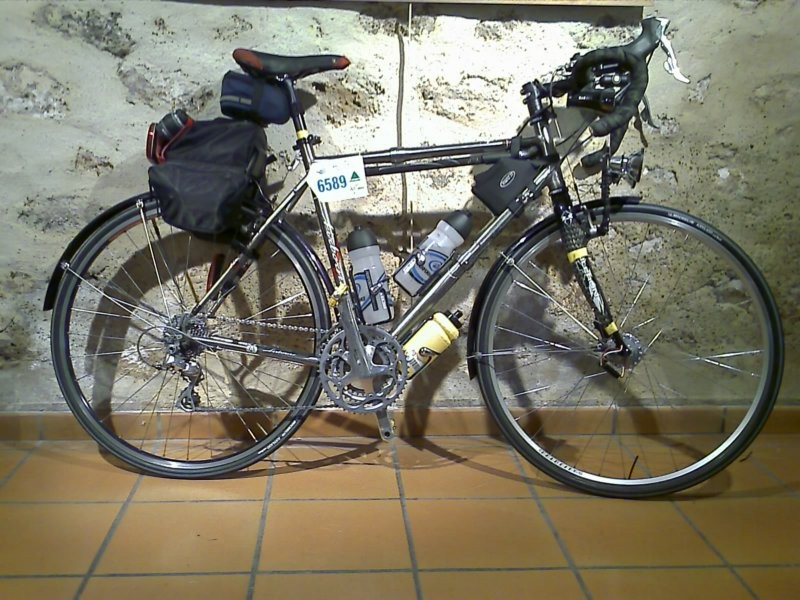
Vélo de John Preston utilisé en 2007 pour le Paris-Brest-Paris

### Voile
- La Course Croisière EDHEC (CCE), régate étudiante se déroulant chaque année aux alentours de Pâques depuis 1969, a été accueillie plusieurs fois à Brest[7].

- La Krys Ocean Race est une course transatlantique en équipage dont le départ de la première édition est donné le 7 juillet 2012 à New York. L'arrivée se fait à Brest durant les Tonnerres de Brest 2012[8].

- Brest a été plusieurs fois départ ou étape de la Solitaire du Figaro.
- La Brest Classic Week est une régate de yachts classiques qui s'est déroulée pour la première fois du 5 au 10 juillet 2010. Pour la seconde édition, 30 à 40 yachts étaient attendus en amont de la fête des Tonnerres de Brest 2012[9]. Cette compétition de yachts venus de la toute l'Europe est composée de différents parcours en rade de Brest et en mer d’Iroise.
- La Brest Finistere Classic : pendant 5 jours, les voiliers de légendes disputent les régates en rade de Brest et en Baie de Douarnenez.
- François Gabart, recordman du tour du monde en solitaire est arrivé à Brest le 17 décembre 2017.
- En 2024, l'Arkéa Ultim Challenge est parti de Brest.

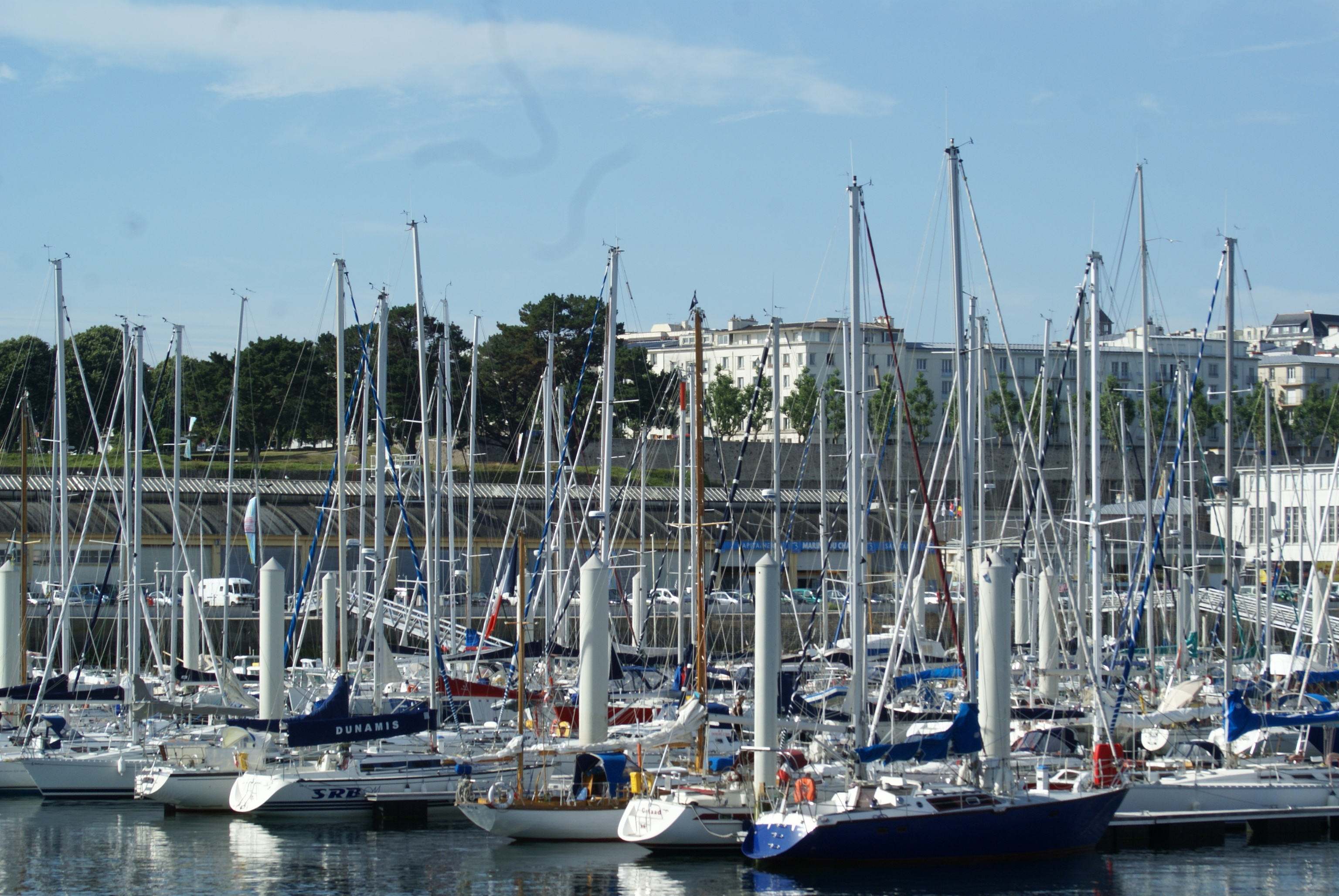
1re Brest Classic Week
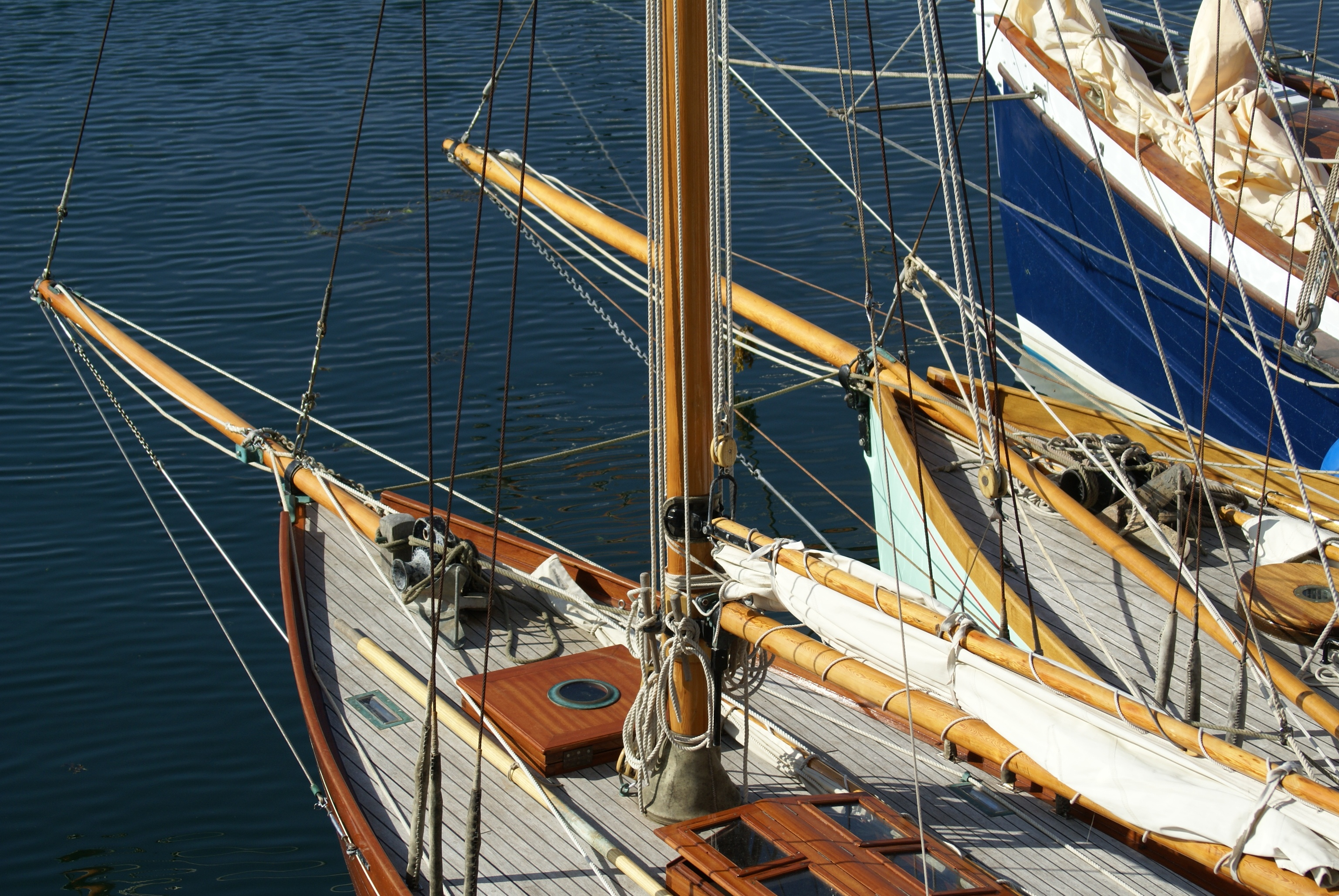
1re Brest Classic Week

### Le Brest Sports Tour[Passageàactualiser]
Le Brest Sports Tour, anciennement nommé le Brest Roller Tour, est une manifestation sportive à destination des jeunes et des familles, qui a lieu tous les ans durant les vacances de Pâques. Six journées festives qui permettent aux brestois de découvrir et de s'initier à de nombreuses activités sportives et culturelles sur les six quartiers de la Ville de Brest. Chaque étape se conclut par une course de roller.

### Brest Court
Brest Court est une course pédestre de 5 et 10 km en centre-ville de Brest.

## Sportifs
Quelques sportifs brestois (liste non exhaustive) :
- Hassan Ahamada, footballeur
- Sébastien Audigane, skipper
- Virginie Auffret, golfeuse
- Marième Badiane, joueuse de basket-ball
- Aïello Batonon, muay thaï
- Éric Berthou, cycliste
- Carole Bo Ram Autret, championne du monde des arts martiaux vietnamiens
- Charlotte Bonnet, nageuse
- Marie Buresi, nageuse
- Solen Désert, athlète
- Fabien Causeur, basketteur
- Jean-Christophe Cesto, footballeur
- Robert Coat, footballeur
- Ewen Costiou, cycliste
- Virginie Cueff, cycliste
- Sébastien Flute, archer
- Charlène Guignard, danseuse sur glace
- Virginie Hériot, navigatrice
- Gonzalo Higuaín, footballeur
- Cédrine Kerbaol, cycliste
- Olivier de Kersauson, navigateur
- Thomas Le Breton, navigateur
- Jean-Yves Le Déroff, navigateur
- Jo Le Guen, navigateur
- Yvon Le Roux, footballeur
- Camille Lecointre, navigatrice
- Anne Liardet, navigatrice
- Valentin Madouas, cycliste
- Gildas Mahé, navigateur
- Corentin Martins, footballeur
- Griedge Mbock, footballeuse
- Faustine Merret, véliplanchiste
- Guillaume Moullec, footballeur
- Benoît Nicolas, duathlète et athlète
- Cindy Perros, championne du monde de kick-boxing
- Marie Riou, navigatrice
- Alexis Thépot, footballeur
- Nathalie Vasseur, athlète